# كيتشيرو ريو
كيتشيرو ريو (باليابانية: 隆慶一郎) (1923 في اليابان - 1989 في اليابان)؛ كاتب سيناريو وروائي ياباني. درس في جامعة طوكيو.

## روابط خارجية
- كيتشيرو ريو على موقع IMDb (الإنجليزية)
- كيتشيرو ريو على موقع قاعدة بيانات الفيلم (الإنجليزية)